# Arsenije
Arsenije est un prénom serbe de genre masculin.

## Personnalités
- Pour l'ensemble des articles sur les personnes portant ce prénom, consulter :
  - la liste des articles dont le titre commence par ce prénom
  - les listes produites par Wikidata : Liste des personnes de prénom « Arsenije » — même liste en incluant les éventuels prénoms composés qui contiennent « Arsenije ».

Ce prénom a aussi été porté par :
- Arsenije I de Syrmie, deuxième archevêque serbe au XIIIe siècle.
- Arsenije III Čarnojević, patriarche de Serbie au XVIIe siècle.